# Dicranomyia neomorio
Dicranomyia neomorio là một loài ruồi trong họ Limoniidae. Chúng phân bố ở miền Tân bắc.